# Jean-François Aurokiom
Jean-François Aurokiom (né le 14 avril 1981 à Fort-de-France) est un athlète français, spécialiste du lancer du disque.

## Biographie

### Palmarès
| Date | Compétition             | Lieu     | Résultat | Performance |
| ---- | ----------------------- | -------- | -------- | ----------- |
| 2009 | Jeux de la Francophonie | Beyrouth | 3e       | 59,46 m     |

| Date | Compétition            | Lieu    | Résultat | Performance |
| ---- | ---------------------- | ------- | -------- | ----------- |
| 2008 | Championnats de France | Albi    | 3e       | 57,44 m     |
| 2009 | Championnats de France | Angers  | 2e       | 58,70 m     |
| 2010 | Championnats de France | Valence | 1er      | 60,09 m     |
| 2011 | Championnats de France | Albi    | 1er      | 59,04 m     |
| 2012 | Championnats de France | Angers  | 2e       | 56,98 m     |

### Records
| Épreuve          | Performance | Lieu      | Date        |
| ---------------- | ----------- | --------- | ----------- |
| Lancer du disque | 62,38 m     | Marseille | 5 juin 2012 |